# ミハイル・ヴァシリエヴィチ (カシン公)
ミハイル・ヴァシリエヴィチ（ロシア語: Михаил Васильевич、1331年 - 1373年）は、トヴェリ公ヴァシリーの次男である。カシン公：1362年 - 1373年。母はスモレンスク大公イヴァンの娘エレナ。

## 生涯
1362年、兄のヴァシリーの死後、カシン公位並びにカシン公国領を継いだ。1364年、父ヴァシリーが、ドロゴブージ公国を巡ってミクリン公ミハイル(本項のミハイルとは従兄弟の関係にあたる）と争うと、ミハイルは父の援軍として戦闘に参加した。しかし父の死後、トヴェリ公位がミクリン公ミハイルの手に渡ると、リトアニア大公国軍の支援を得てもいるミクリン公ミハイルを恐れ、和議を結んだ。
1368年、ドロゴブージ公国を巡り、再びミハイルはトヴェリ公（先のミクリン公）ミハイルと対立した。ミハイルはモスクワ大公国の府主教（キエフと全ルーシの府主教(ru)）アレクシー(ru)に援助を求め、ひいてはモスクワ大公国の庇護下に入った。これは、1368年から1372年にかけて行われたモスクワ・リトアニア戦争の一局面でもある。1371年、トヴェリ公ミハイルはカシンを攻め、陥落させると、都市を破壊した。敗北したミハイルは1372年頃モスクワへ、その後ジョチ・ウルス領へと転々とし、同地で没した。なお、カシン公国は息子のヴァシリー（モスクワ大公セミョーンの娘ヴァシリサとの間の子）が相続している。